# Scooter Braun
Scott Samuel Braun, detto Scooter (New York, 18 giugno 1981), è un imprenditore statunitense.
Fondatore della società di media e intrattenimento SB Projects, Braun rappresenta tra gli altri Martin Garrix, Psy, Carly Rae Jepsen, Dan + Shay, Zac Brown Band, Kanye West e Tori Kelly. Nel 2016 è stato candidato a un Grammy Award. È anche cofondatore della casa di produzione di film d’animazione Mythos Studios insieme al produttore di Hollywood David Maisel.
Nel 2013 è stato inserito nella lista Time 100, compilata dalla rivisita Time, delle "persone più influenti del mondo". Nel 2018 ha partecipato all’organizzazione di March for Our Lives, la manifestazione studentesca per l’introduzione di leggi più severe sulla vendita delle armi che secondo USA Today è stata la più grande protesta di una sola giornata nella storia di Washington, DC.

## Biografia
Braun è nato a New York da genitori appartenenti alla corrente dell’Ebraismo conservatore , Ervin e Susan (nata Schlussel) Braun. I genitori di Ervin, "scampati per un soffio" alla Shoah, vissero in Ungheria fino al 1956. Poco prima che l’Unione Sovietica intervenisse per sopprimere la Rivoluzione ungherese, fuggirono negli Stati Uniti. Ervin è cresciuto nel Queens ed è diventato dentista; Susan Schlussel Braun era ortodontista. Dopo il matrimonio, la coppia si stabilì a Greenwich, Connecticut.
Braun ha quattro fratelli: Liza, Cornelio, Sam e Adam Braun. Adam Braun è il fondatore di Pencils of Promise, un’organizzazione di beneficenza che si occupa della costruzione di scuole nei paesi in via di sviluppo.
Braun è cresciuto a Cos Cob, Connecticut e ha frequentato la Greenwich High School dove venne eletto rappresentante di classe. Ha giocato a pallacanestro dai 13 ai 18 anni nell’Amateur Athletic Union con il Connecticut Flame. Quando aveva 17 anni, i suoi genitori adottarono Sam Mahanga e Cornelio Giubunda, ex membri della squadra nazionale giovanile del Mozambico. All’epoca rimasti senza una squadra a causa di un programma di atletica e pallacanestro andato a monte, vennero reclutati da Ervin Braun per un torneo all-star. Mahanga e Giubunda diventarono stelle della squadra di pallacanestro della Greenwich High School nonostante le accese contestazioni dei fan—un’esperienza che fece molto soffrire i Braun. Durante gli studi alla Greenwich High School, Braun partecipò a un concorso di documentari per il National History Day con un cortometraggio di 10 minuti intitolato Il conflitto ungherese sugli ebrei ungheresi prima, durante e dopo l’Olocausto. Il film vinse i concorsi regionali e statali e si classificò poi terzo assoluto. Un membro della famiglia Braun lo mandò all’ufficio del regista Steven Spielberg che, a sua volta, presentò il video di Braun al United States Holocaust Memorial Museum (Museo del memoriale dell’Olocausto degli Stati Uniti). Braun ha dichiarato che l’affermazione di Spielberg è stato uno dei momenti più ispirati della sua vita.
Ha frequentato la Emory University ad Atlanta continuando a giocare a pallacanestro fino al secondo anno. Dopo che Dupri gli chiese di diventare il responsabile marketing della sua etichetta, So So Def, Braun abbandonò l’università senza conseguire la laurea.

## Carriera
Braun iniziò la sua carriera organizzando feste nel periodo in cui studiava alla Emory University ad Atlanta. Nel 2002 venne incaricato di pianificare gli after-party in ciascuna delle cinque città dell’Anger Management Tour, insieme a Ludacris ed Eminem. Questo lancio nel mondo dell’hip-hop avvicinò Braun al produttore Jermaine Dupri, amministratore della So So Def Records. Aveva 19 anni quando Dupri gli chiese di entrare nella So So Def, con un incarico nell’ufficio marketing, e 20 anni quando lo nominò Direttore esecutivo del marketing. Anche quando frequentava il secondo anno alla Emory, Braun lavorava alla So So Def e gestiva la sua attività di promozione di feste. Tra gli eventi più importanti si contano i party per l’2003 NBA All-Star Game e gli after-party del tour Onyx Hotel di Britney Spears. Braun lasciò la So So Def per mettersi in proprio avviando attività di marketing, un’etichetta musicale e rappresentazioni artistiche. L’attività di marketing iniziò con la mediazione di un accordo da 12 milioni di dollari tra Ludacris e Pontiac; nel video musicale per Two Miles an Hour di Ludacris sarebbe apparsa una Pontiac, mentre negli spot pubblicitari di Pontiac sarebbe stata inserita la canzone.

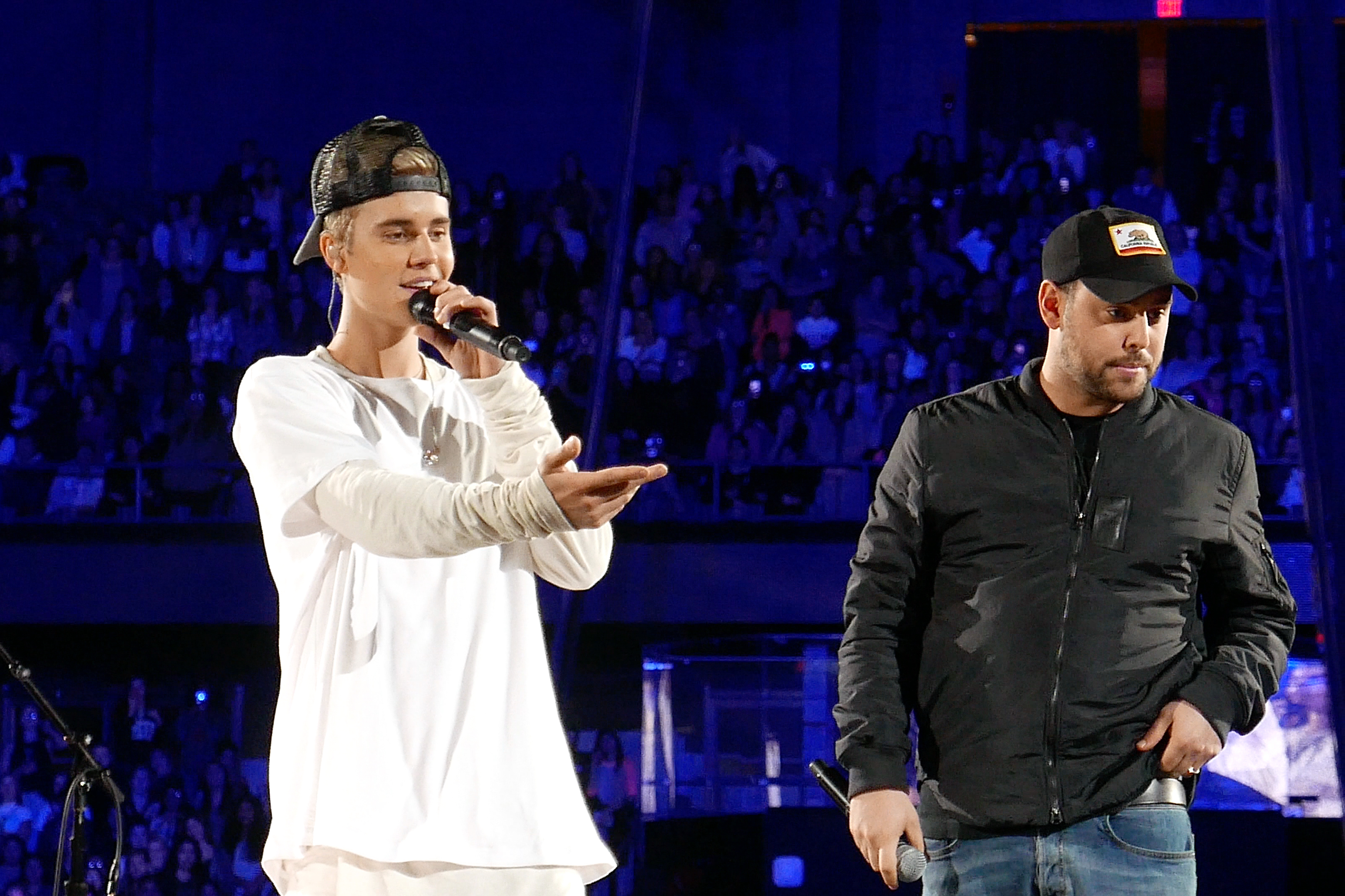
Justin Bieber e Scooter durante un concerto a Rosemont, Illinois

Quando Braun si imbatté su YouTube in un Justin Bieber appena dodicenne che cantava una canzone di Ne-Yo, decise di contattare la madre di Bieber, Pattie Mallette, che acconsentì a portare il figlio ad Atlanta per un periodo illimitato di prova. Braun convinse poi sia Bieber che sua madre a trasferirsi definitivamente dal Canada agli Stati Uniti. Dopo ulteriori successi online, Braun propose Bieber a due artisti di successo, Usher e Justin Timberlake; entrambi si dichiararono interessati. Alla fine il mentore di Usher, il discografico L. A. Reid, fece firmare a Bieber un accordo Island Def Jam in partnership con RBMG Records.

### Film e televisione
Braun ha prodotto Never Say Never, un documentario sulla pop star Justin Bieber che nel 2011 è stato definito da MTV "uno dei documentari musicali che ha fatto registrare il maggior incasso nella storia del botteghino nazionale." Con un budget di 13 milioni di dollari il film ha incassato oltre 100 milioni di dollari in tutto il mondo ed è a tutt’oggi è il documentario che vanta i maggiori incassi. Braun è anche un produttore esecutivo della serie televisiva Scorpion trasmessa da CBS, il suo primo tentativo con uno show televisivo andato in onda per quattro stagioni facendo registrare un picco di 26 milioni di spettatori in occasione della prima nel 2014. Nel 2018, Variety ha scritto che lo studio televisivo FX ha ordinato un episodio pilota di una commedia senza titolo prodotta da Braun con l’attore Kevin Hart e un rapper Lil Dicky.

### SB Projects
Nel 2007 Braun ha fondato la SB Projects, una società di intrattenimento e marketing che fornisce servizi completi e che comprende diverse imprese, tra cui Schoolboy Records, SB Management e Sheba Publishing, una società di cantautori. Del gruppo fa parte anche RBMG, una joint venture tra Braun e Usher. School Boy Records aveva un accordo con Universal Music Group per la distribuzione. All’inizio del 2013 Ariana Grande viene ingaggiata dalla direzione di Scooter Braun e nel 2016, l’etichetta di Grande, Republic Records conferma che Braun è il suo manager principale e gestisce tutti gli aspetti della sua carriera. SB Ventures gestisce anche campagne televisive, branding, accordi per licenze musicali e sponsorizzazioni di tour, tra cui il sostegno a Justin Bieber da parte di Calvin Klein per il suo tour mondiale Purpose World Tour 2016-2017. La società ha anche mediato una partnership tra Kanye West e il marchio di scarpe sportive Adidas. A partire dal 2019, la società rappresenta anche un'altra star della musica pop quale Demi Lovato. Nel medesimo anno SB Projects ha acquisito l'etichetta discografica Big Machine Records, nota per aver lanciato la carriera discografica di Taylor Swift: in seguito all'acquisizione Swift ha tuttavia preferito lasciare l'etichetta.
Nel 2010 Ithaca Ventures, la holding di Braun che include SB Projects, ha raccolto 120 milioni di dollari per venture capital tra cui investimenti in Uber, Spotify e Editorialist. Fortune segnala che Ithaca Ventures detiene interessi in sette delle maggiori case discografiche del paese. Secondo i media, Ithaca, con 500 milioni di dollari gestiti dal 2018, sostiene GoodStory Entertainment, una collaborazione tra Braun e il dirigente dell’intrattenimento J.D. Roth, in acquisizioni di eventi dal vivo, senza copione e documentari.

### Mythos Studios

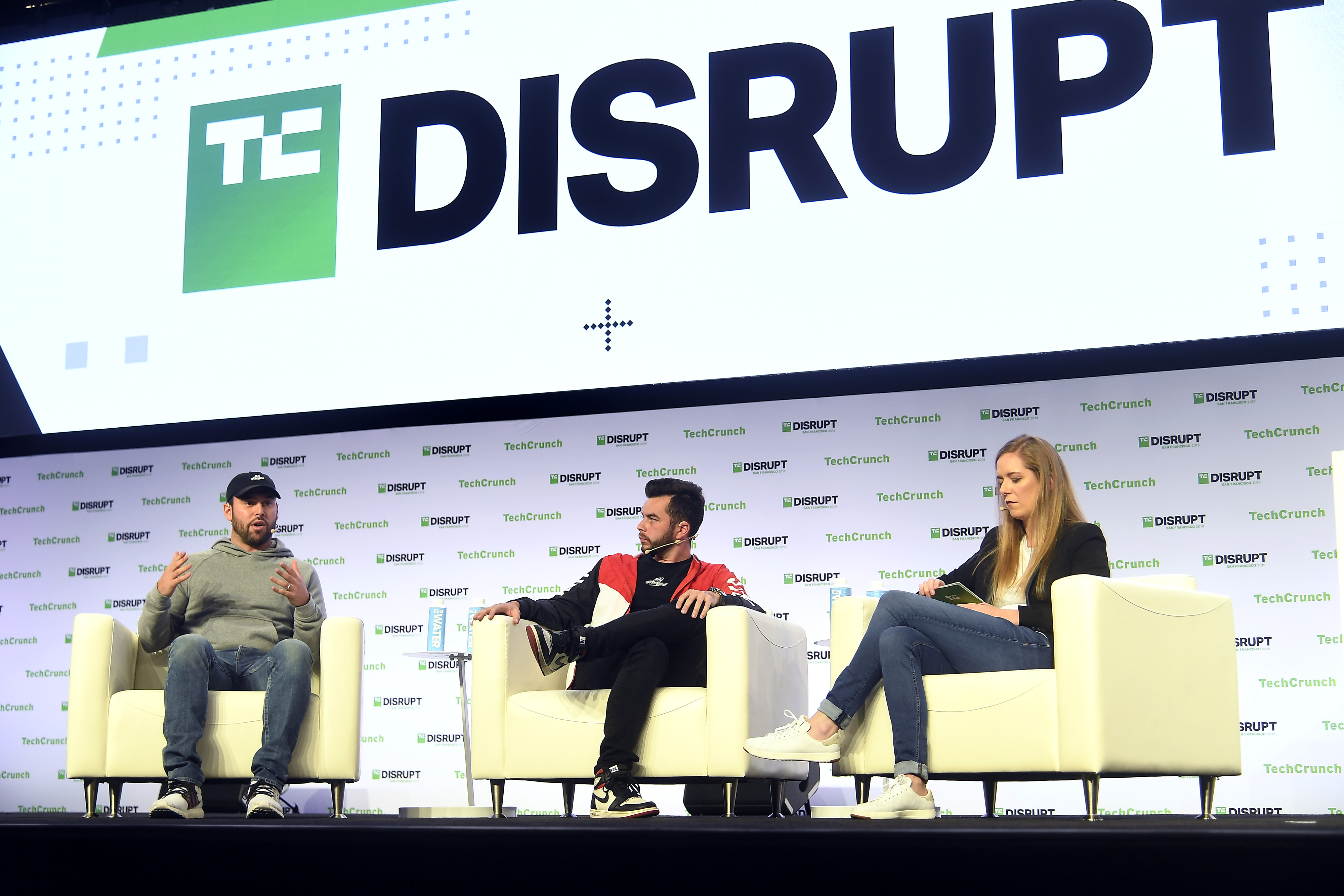
Braun sul palco del TechCrunch Disrupt SF 2019 con Matthew "NadeShot" Haag e l'editore di TechCrunch, Jordon Crook.

Nel 2018, il New York Times scrive che Braun, con David Maisel, presidente fondatore di Marvel Studios, ha fondato Mythos Studios per produrre film d’animazione in franchising in formati live-action e animato.

### Premi
Braun è apparso sulla copertina di Billboard nel numero speciale "Forty Under Forty" dell’11 agosto 2012 intitolato "Scooter Braun e altri potenti in ascesa". Nel 2013 Braun viene inserito nella lista Time 100. Appare anche una seconda volta sulla copertina di Billboard nel numero del 20 aprile 2013, insieme a Guy Oseary e Troy Carter. Nel 2016 ha vinto il premio per il “Miglior Talent manager” al 3° “International Music Industry Awards” presentato da Shazam al 12° MUSEXPO di Los Angeles. Nel 2017 è apparso sulla copertina sia del numero Hitmaker della rivista Variety sia del numero Gratitude della rivista Success.
Nel 2018, gli viene assegnato l’Harry Chapin Memorial Humanitarian Award di Music Biz 2018 per le attività filantropiche svolte nel 2017.

## Filantropia
Braun fa parte di varie organizzazioni di beneficenza, tra cui la Braun Family Foundation. Anche molti degli artisti a contratto con Braun sono coinvolti in diverse iniziative filantropiche. È più conosciuto per il sostegno fornito a Pencils of Promise, fondata dal fratello minore, Adam Braun, a seguito dell’esperienza vissuta con un bambino in India al quale chiese cosa desiderasse; alla domanda il bambino rispose "una matita" e ciò indusse Adam Braun a fondare Pencils of Promise per costruire scuole nei paesi in via di sviluppo. Braun e Bieber hanno lavorato a sostegno dell’organizzazione  che ha contribuito alla costruzione di più di 200 scuole in Asia, Africa e America Latina.. Secondo Billboard, dal 2017 Scooter Braun—insieme a clienti e sue società—ha esaudito più desideri per Make-A-Wish di qualsiasi altra organizzazione nella storia della fondazione. Scooter Braun è stato premiato con l’Humanitarian Award ai Billboard Touring Awards del 2016 per il sostegno filantropico di Pencils of Promise, Fondazione Make-A-Wish e Fuck Cancer.
Nel 2017, la rivista Billboard, ha definito Scooter Braun il "primo soccorritore" dell’industria discografica quando, a pochi mesi di distanza l’uno dall’altro, ha organizzato e prodotto il concerto benefico One Love Manchester e il telethon Hand in Hand: A Benefit for Hurricane Relief. Nel marzo 2018, George Clooney, Braun e il suo team hanno organizzato March for Our Lives, una manifestazione studentesca per l’introduzione di leggi più severe sulla vendita delle armi in Washington. Secondo Vox, la marcia è stata la più grande nella storia della capitale dalla guerra del Vietnam.

## Vita privata
Nel 2013 Braun iniziò a frequentare Yael Cohen, attivista della salute canadese, filantropa e fondatrice di Fuck Cancer. La coppia si è sposata il 6 luglio 2014 a Whistler, Columbia Britannica. Il 6 febbraio 2015 a Los Angeles è nato il primo figlio, Jagger Joseph Braun, mentre il secondo Levi Magnus Braun, è nato il 29 novembre 2016. Il 1º dicembre 2018 nasce la figlia Hart Violet Braun. La CNBC riferisce che Braun ha realizzato una serie di investimenti in startup, tra cui Uber, Lyft, Spotify, DropBox, Grab e Casper.

## Controversie

### Traffico di carte d'identità false (2001-2007)
Braun è stato intermediario per un traffico di carte d'identità false ad Atlanta. Ha organizzato feste, i locali se lo contendevano e lui guadagnava tra i 5 e i 10.000 dollari a festa. Mise in piedi feste per il rapper Ludacris, per la Nba, per Britney Spears e il suo nome finì sul tavolo di Jermaine Dupri, rapper, nonché boss della So So Def Records, che gli affidò il marketing dell'etichetta. Il 25 marzo 2006 ha organizzato una festa con Kevin Federline, Usher e Britney Spears. Il 29 gennaio 2007 ha organizzato una festa con Wilmer Valderrama e Marilyn Valderrama.

### Lo scandalo di Asher Roth (2012)
Nel 2007, su Myspace, Scooter Braun scoprì il rapper Asher Roth, che in un paio d'anni giunse al disco di platino: l'artista, a causa di divergenze creative, ha voluto rinunciare alla fama e allontanarsi dal manager nel 2012, dopo che il manager aveva deciso di metterlo in secondo piano per concentrarsi sulla carriera di Justin Bieber.

### Lo scandalo di CL (2014)
Nel 2014 CL ha firmato con Scooter per fare il suo debutto negli Stati Uniti, per cui ha lasciato la Corea, dove era nota come membro del gruppo 2ne1. Nel 2015 prepara il suo album di debutto. Scooter, non soddisfatto del lavoro, e incerto della possibilità di promuovere l'immagine della cantante, decise di rimandare in diverse occasioni la pubblicazione dell'album, salvo poi annullarlo. La canzone Let Me Love You, inizialmente registrata da CL, fu assegnata a Justin Bieber per volere dello stesso Scooter.

### Lo scandalo di Who Is Fancy (2015)
Braun cercò di dare fama a Who Is Fancy rinunciando a sverlarne l'identità, presentando diverse versioni del video del primo singolo del cantante, Goodbye, nel 2015. Egli lavorò a uno scandalo di quattro mesi: la rivelazione nell'aprile del 2015 tuttavia non assicurò a Braun i guadagni da lui aspirati, per cui questi, dopo un ultimo tentativo con una collaborazione con Ariana Grande e Meghan Trainor, rinunciò a sfruttarlo per ottenere profitto.

### Lo scandalo di Tori Kelly (2015)
Tori Kelly ha spiegato che il suo rapporto con il suo manager ha ispirato Unbreakable Smile quando lui le ha detto che lei era troppo "dolce" e che non avrebbe mai avuto successo.

### Lo scandalo di Madison Beer (2015)
Alla cantante era stato proposto un contratto, con musica, Justin Bieber come guest star nel suo video, un avvocato, apparizioni in film e programmi televisivi. L'artista aveva accettato. A distanza di tempo, Braun sciolse il contratto e bloccò la carriera musicale della cantante per due anni.

### Lo scandalo di Ariana Grande (2016)
Braun, intervistato dal The New York Times, ha sottolineato come il gesto di Ariana Grande di leccare una ciambella per poi non comprarla sia stato un gesto di poco valore. Lo scandalo della ciambella tuttavia ha impedito ad Ariana di esibirsi alla Casa Bianca. Braun ha invitato dunque Ariana ad assumere un comportamento non ben visto dalla stessa Ariana: nel febbraio del 2016 Ariana Grande ha rinunciato a ogni contatto con Braun. Successivamente ha sottolineato come sia stata lei a voler rinunciare a un rinnovo dei contratti. Nel mese di settembre dello stesso anno tuttavia Braun è tornato a essere il manager dell'artista.

### Lo scandalo di Hilary Duff (2016)
Il 19 agosto 2016 è stato annunciato che il nuovo progetto musicale di Hilary Duff sarebbe stato promosso da Scooter Braun: tale progetto tuttavia non ha mai visto la luce e la collaborazione tra i due artisti si è tradotta in un nulla di fatto nel corso di quattro anni.

### Lo scandalo di Kanye West (2018)
Nell'aprile 2018 Kanye West rivelò in un tweet di non riconoscere più Braun come manager, sottolineando implicitamente come questi abbia esercitato su di lui un eccessivo controllo in passato.

### Lo scandalo di Kris Wu (2018)
Nel novembre 2018 l'album di Kris Wu raggiunse ottimi risultati nelle piattaforme in streaming, riducendo così il successo della musica promossa da Braun. Egli sottolineò come l'album fosse stato promosso attraverso profili cinesi non autorizzati a operare negli USA e lavorò affinché l'album fosse eliminato da iTunes, sebbene l'album sia stato poi reinserito, e soprattutto fece in modo che le vendite su iTunes non fossero conteggiate nelle classifiche mettendone in dubbio la validità.

### Lo scandalo di Taylor Swift (2019)
Taylor Swift, sapendo che Scott avrebbe venduto la Big Machine e i suoi precedenti lavori, dei quali non poteva riappropriarsi, ha scelto di cambiare etichetta e di affidare il suo futuro musicale ad un'etichetta che possa riconoscere al 100% i suoi lavori come tali. Scott ha deciso di vendere la Big Machine e i precedenti lavori di Taylor a Scooter Braun, il quale l'ha in diverse occasioni screditata, bullizzata e ha cercato di danneggiarla. Quindi tutti i precedenti lavori di Taylor sono nelle mani di Braun.

### Lo scandalo di Todrick Hall (2019)
Todrick Hall, il quale ha lavorato per sei anni con Braun, lo definisce omofobo, cattivo e maschilista in una serie di tweet. Todrick ha inoltre dichiarato che gli erano stati promessi cinquecentomila dollari per produrre e promuovere il suo album, soldi che però successivamente gli sono stati negati.

### Lo scandalo di Selena Gomez (2020)
Scooter Braun, attraverso alcuni mi piace su twitter, ha evidenziato come la discografia di Selena Gomez non sia nelle classifiche sebbene questa fosse sul punto di pubblicare un nuovo album, Rare, mentre la discografia di Justin Bieber, artista di cui Braun è manager, è rientrata in classifica con il rilascio del nuovo singolo del cantante canadese Yummy.

### Lo scandalo di Justin Bieber (2020)
Sebbene Justin Bieber abbia riscontrato la malattia di Lyme, malattia che necessita di particolari cure e lunghi riposi, Scooter Braun e il team del cantante hanno ritenuto opportuno limitare il più possibile il tempo destinato al recupero per la malattia al fine di produrre un album nel corso del 2019 per rilasciarlo nel 2020, e soprattutto il team ha fatto in modo di pianificare un tour del cantante previsto per il 2020, sebbene egli stia ancora assumendo i farmaci necessari per guarire dalla malattia.

### Lo scandalo di Max Ehrich (2020)
Il 29 settembre 2020 Max Ehrich, ex-compagno di Demi Lovato, ha accusato pubblicamente Scooter Braun di averlo diffamato pagando giornalisti per condividere notizie false sul suo conto.

### Lo scandalo di Selena Gomez (2020)
Il 23 ottobre 2020 Scooter Braun ha messo mi piace su twitter a un post in cui veniva detto che Selena Gomez non avrebbe mai potuto raggiungere la prima posizione della classifica americana di iTunes, sebbene l'artista abbia raggiunto questa posizione già quattro volte in passato.
La campagna per il disinvestimento della HYBE dal sionismo (2024)
Di recente Braun è stato uno dei principali obiettivi nella campagna di disinvestimento della Hybe dal sionismo che i fan degli artisti sotto quest'agenzia stanno portando avanti. Braun è difatti da tempo sostenitore di Israele e proprio per questo è stata avviata questa campagna per richiederne la rimozione sia sui social con l'hashtag #HybeDivestFromZionism che con l'invio di email e lettere alla compagnia, una petizione e il boicottaggio di tutti i progetti rilasciati dalla Hybe. Il 23 e il 28 febbraio 2024 sono stati inviati dei furgoni di protesta dinanzi al quartier generale a Seul, mentre il 22 marzo 2024 si è tenuta una protesta dinanzi alla sede della Hybe America, a Santa Monica. La Hybe non si è ancora espressa in merito alla questione, limitandosi all'emissione di un comunicato in cui afferma che il pensiero di Braun sia "un parere personale, separato da quello della compagnia".